# Ponghwa (metropolitana di Pyongyang)
La stazione Ponghwa (봉화역?, 烽火驛?) è una stazione della linea Ch'ŏllima della metropolitana di Pyongyang.

## Storia
La stazione entrò in servizio il 6 settembre 1973, come capolinea meridionale della linea Ch'ŏllima; il 10 aprile 1987 la linea fu prolungata fino al nuovo capolinea di Puhŭng.